# Mihran Mavian
Mihran Mavian (arménien : Միհրան Մավիյան), né le 26 juillet 1900 à Adapazarı (Empire ottoman) et mort en septembre 1983, est un homme politique, militant et résistant communiste arménien.

## Biographie
Mihran Mavian naît le 26 juillet 1900 à Adapazarı et est le fils d'un tanneur. Il commence ses études secondaires au sein du lycée de sa ville d'origine, mais elles sont interrompues par le déclenchement du génocide arménien, durant lequel il perd ses parents et est lui-même déporté. Il affirme plus tard avoir complété son instruction à travers ses lectures de la presse communiste et des œuvres de Lénine.
Après être passé par l'Égypte, la Grèce et la Bulgarie, il arrive en France en 1923. Il suit des cours du soir et obtient un diplôme de bottier-modéliste avec la médaille d'argent. En 1924, il adhère à la Confédération générale du travail unitaire (CGTU), section « cuirs et peaux ». Khatchig Boyadjian, responsable du travail syndical au sein de la sous-section arménienne du Parti communiste français, l'amène à adhérer au parti en 1932. Il fréquente le groupe de travail arménien de Belleville et fait partie de la cellule 210 du 20e rayon où militent d'autres Arméniens, dont Tchobanian, Khatchig et Hovnan Boyadjian.
Mihran Mavian est licencié par plusieurs établissements pour avoir pris part à différentes grèves. Il se consacre à la propagande auprès des Arméniens de sa corporation et participe à la publication en arménien des feuilles L'Étoile rouge et Le Cordonnier.
Il est membre de la section française du Comité de secours pour l'Arménie (HOG), notamment de son Comité central, et est nommé secrétaire de sa section de Belleville qui regroupe 130 adhérents. Il est le correspondant de la section bellevilloise du périodique Hog.
En 1930, il se marie avec Béatrice Ovsepian (1910-2012), tresseuse de chaussures et membre du Conseil de la section féminine du HOG, avec laquelle il a deux enfants.
À la veille de la Seconde Guerre mondiale, Mihran Mavian n'est pas perçu comme un bon élément par la Commission des cadres du PCF. Il est toutefois parmi les premiers à être recruté dans les triangles arméniens de la Main-d'œuvre immigrée (MOI) qui s'organisent à Paris dès octobre 1940 sous la supervision de Jacques Kaminski. Son activité militante consiste principalement à la production et la diffusion de la littérature clandestine. Au printemps 1942, il fournit au résistant FTP-MOI Leo Kneler un certificat de baptême de l'Église arménienne au nom de Lévon Basmadjian. À partir de janvier 1943, il apporte une aide logistique à ses compatriotes résistants.
Mihran Mavian est arrêté le 23 février 1944, deux jours après l'exécution des membres du Groupe Manouchian. Il est incarcéré à la prison de Fresnes puis interné au camp de Royallieu. Il est déporté le 27 avril à Auschwitz, qu'il atteint le 30, où il est tatoué du matricule 186060 sur son avant-bras gauche. Le 12 mai 1944, le convoi est envoyé à destination de Buchenwald, qu'il rejoint le 14 ; il y reçoit le matricule 53350. Il effectue sa période de quarantaine au camp des tentes du Petit camp et intègre le Block 57 (Petit camp). Le 25 mai, il est transféré au camp de Flossenbürg, où il reçoit le matricule 10018. Le camp est évacué les 19 et 20 avril 1945 : plusieurs milliers de détenus partent à pied vers le sud, dont près de la moitié perd la vie. Mihran Mavian est libéré le 23 avril 1945 par l'armée américaine dans la région de Cham.
Il rentre à Paris en mai 1945, où il s'investit dans l'organisation du rapatriement des Arméniens vers l'Arménie soviétique, intégrant notamment le comité d'immigration mis en place sous l'égide du Front national arménien (FNA). Il est aussi un membre actif de l'UCFAF (Union culturelle française des Arméniens de France, fondée en 1949 après l'interdiction du FNA en 1948) et un personnage central des milieux communiste et prosoviétique arméniens.
Dans les années 1950, Mihran Mavian subit la répression anticommuniste du gouvernement français. Il est arrêté en juillet 1953, interrogé dans les locaux de la direction centrale des Renseignements généraux puis envoyé dans le Cantal, où il est assigné à résidence (à l'instar d'Alexandre Konstantinian dans le Puy-de-Dôme),. Sous l'égide du Comité français pour la défense des immigrés (CFTI), un Comité national de défense de ces deux anciens résistants est mis en place et parrainé par des personnalités issues du Mouvement de la paix. Le journal L'Humanité prend aussi parti pour les deux hommes.
Proche des représentants soviétiques en France et ayant publiquement désapprouvé les réserves émises par Waldeck-Rochet sur l'intervention soviétique en Tchécoslovaquie, Mihran Mavian est écarté de la Commission nationale arménienne (CNA) du PCF en 1971. Il est exclu du parti en 1972 pour avoir déclaré devant Georges Marchais que le PCF était un parti antisoviétique.
Mihran Mavian meurt en septembre 1983.

## Publication
- (hy) Ոճիրի անդրաշխարհեն [« Par-delà les ténèbres »], Erevan,‎ 1976, 213 p.
  - Par-delà les ténèbres  (trad. Alice Mavian), Mémorial de l'internement et de la déportation, 2010, 163 p. (ISBN 978-2-9534328-2-4)

## Décoration
- Médaille de vermeil de la Ville de Paris en 1976 par Jacques Chirac[7]